# ماركو جياليني
ماركو جياليني (بالإيطالية: Marco Giallini)‏ هو ممثل إيطالي، ولد في 4 أبريل 1963 بروما في إيطاليا.

## وصلات خارجية
- ماركو جياليني على موقع IMDb (الإنجليزية)
- ماركو جياليني على موقع روتن توميتوز (الإنجليزية)
- ماركو جياليني على موقع ألو سيني (الفرنسية)
- ماركو جياليني على موقع أول موفي (الإنجليزية)
- ماركو جياليني على موقع قاعدة بيانات الأفلام السويدية (السويدية)
- ماركو جياليني على موقع قاعدة بيانات الفيلم (الإنجليزية)
- ماركو جياليني على موقع كينوبويسك (الروسية)